# Messertanz
Der Messertanz ist ein Tanz, entweder mit einem Messer als Accessoire oder ein ursprünglich als Messerertanz bezeichneter Schwerttanz der Messerschmiede.

## Messertanz als Zunfttanz
Der Messertanz, ursprünglich Messerertanz, war ein Zunfttanz der Zunft der Messerschmiede. Die nürnbergischen Messerschmiede führten diesen vom 14. bis ins 17. Jahrhundert auf.
Nach einem Aufstand der Zünfte 1348/49 erhielten die Messerer, die zu König Karl IV. gehalten hatten, 1349 das Recht, jährlich zu Fastnacht einen Tanz mit bloßen Schwertern aufzuführen, und führten diesen 1350 erstmals auf. Nachdem es zu Verletzungen gekommen war, wurden die Schwerter später durch Quasten, Eichenlaub-Büschel und hölzerne Knebelspieße ersetzt. Von 1449 bis 1539 war der Tanz Bestandteil des Schembartlaufs.
Weitere Aufführungen gibt es erst wieder seit 1925.
Der Messertanz war auch in Frankfurt am Main, Breslau, Köln und Prag sowie in verschiedenen sächsischen Orten bekannt.